# Мохова саламандра
Мохова саламандра (Nototriton) — рід земноводних родини Безлегеневі саламандри ряду Хвостаті. Має 16 видів.

## Опис
Загальна довжина представників цього роду коливається від 5 до 9 см. Голова товста. Очі опуклі з горизонтальними зіницями. Тулуб вужче за голову, стрункий. Кінцівки короткі, переважно з 4 пальцями. Хвіст довгий, тонкий.
Забарвлення коричневе, чорне, оливкове, буре з червонуватим, сіруватим, жовтуватим відтінками. Черево світліше за спину, у деяких видах хвіст світліше за основний фон.

## Спосіб життя
Полюбляють вологі тропічні ліси. Воліють до низької рослинності, часто трапляються серед мохів. Звідси походить назва цих саламандр. зустрічаються на висоті до 800–1200 м над рівнем моря. Активні у присмерку. Живиться дрібними безхребетними.
Це яйцекладні земноводні. Самиці відкладають до 20 яєць.

## Розповсюдження
Мешкають у Гватемалі, Гондурасі, Нікарагуа, Коста-Риці.

## Види
- Nototriton abscondens
- Nototriton barbouri
- Nototriton brodiei
- Nototriton gamezi
- Nototriton guanacaste
- Nototriton lignicola
- Nototriton limnospectator
- Nototriton major
- Nototriton matama
- Nototriton picadoi
- Nototriton picucha
- Nototriton richardi
- Nototriton saslaya
- Nototriton stuarti
- Nototriton tapanti
- Nototriton tomamorum